# Bali (India)
Bali è una suddivisione dell'India, classificata come municipality, di 18.194 abitanti, situata nel distretto di Pali, nello stato federato del Rajasthan. In base al numero di abitanti la città rientra nella classe IV (da 10.000 a 19.999 persone).

## Geografia fisica
La città è situata a 25° 49' 60 N e 74° 4' 60 E e ha un'altitudine di 566 m s.l.m..

## Società

### Evoluzione demografica
Al censimento del 2001 la popolazione di Bali assommava a 18.194 persone, delle quali 9.263 maschi e 8.931 femmine. I bambini di età inferiore o uguale ai sei anni assommavano a 2.786, dei quali 1.457 maschi e 1.329 femmine. Infine, coloro che erano in grado di saper almeno leggere e scrivere erano 10.793, dei quali 6.659 maschi e 4.134 femmine.